# 長谷部楽爾
長谷部 楽爾（はせべ がくじ、1928年 - ）は、日本の陶磁器研究家。父は人類学者の長谷部言人。

## 略歴
仙台市生まれ。1948年私立武蔵高等学校卒業後、1953年東京大学文学部美学美術史卒。
1954年、文化財保護委員会美術工芸課。1958年、東京国立博物館学芸部工芸課。のち東洋課長、学芸部長、次長を経て、1988年、退官。文化財保護審議会専門委員、恵泉女学園大学教授、東京国立博物館名誉館員、日本貿易陶磁研究会会長。

## 著書
- 中国のやきもの景徳鎮 淡交社 1978.9
- 東洋陶磁史研究 中央公論美術出版 2006.11
- 道は瓦甓に在り 随筆集 中央公論美術出版 2010.1

## 共編著
- 陶器全集 第13巻 宋の磁州窯 平凡社 1958
- 陶器講座 8 朝鮮 1 高麗 雄山閣出版 1971
- 中国古陶磁 林屋晴三共編 毎日新聞社 1971
- 原色日本の美術 30 請来美術(陶芸) 小学館 1972
- 中国美術 第5巻 陶磁 講談社 1973
- 陶磁大系 39 磁州窯 平凡社 1974
- 高麗李朝の陶磁 崔淳雨・林屋晴三共編 毎日新聞社 1974
- 東洋陶磁大観 第1巻 東京国立博物館 林屋晴三共編 講談社 1976
- 世界陶磁全集 11 隋・唐 佐藤雅彦共編 小学館 1976
- 世界陶磁全集 14 明 藤岡了一共編 小学館 1976
- 世界陶磁全集 12 宋 小学館 1977.9
- 陶磁大系 29 高麗の青磁 平凡社 1977.8
- グランド世界美術 5 中国の美術 1 関野雄共編 講談社 1978.5
- 世界陶磁全集 18 高麗 崔淳雨共編 小学館 1978.7
- 中国陶磁百選 円城寺次郎共編 日本経済新聞社 1982.6
- 中国古陶磁 横河コレクション 東京国立博物館 1982.9
- インドシナ半島の陶磁 山田義雄コレクション 瑠璃書房 1990.11
- 中国の陶磁 第12巻 日本出土の中国陶磁 今井敦共編著 平凡社 1995.9
- 中国の陶磁 第7巻 磁州窯 平凡社 1996.7